# الحب والموت (مسلسل قصير)
الحب والموت (بالإنجليزية: Love & Death)‏ هو مسلسل قصير دراما وجريمة من إخراج ليزلي لينكا جلاتر وكتبه ديفيد إي. كيلي. من المقرر أن يتم العرض الأول في 27 أبريل 2023، على إتش بي أو ماكس.

## طاقم التمثيل
- إليزابيث أولسن في دور كاندي مونتغمري
- جيسي بليمنز في دور آلان جور
- باتريك فوجيت في دور بات مونتغمري
- ليلي رابي بدور بيتي جور
- كير جيلكريست في دور رون آدامز
- إليزابيث مارفيل بدور جاكي بوندر
- توم بيلفري في دور دون كراودر
- كريستين ريتر في دور شيري كليكلر
- بيث بروديريك بدور بيرثا بوميروي
- ريتشارد سي جونز بدور توم كليكلر
- آرون جاي روما بدور ريتشارد جارلينجتون
- فابيولا أندوجار في دور ماري آدامز
- برايان جيمس في دور فريد فاسون
- أوليفيا آبلغيت في دور كارول كراودر
- ماكنزي أستين بدور توم أوكونيل
- آدم كروبر بدور روبرت أوداشن
- بروس ماكجيل في دور توم رايان
- درو ووترز مثل جيري مكماهان
- صانداي دنجرستون بدور تينا غرانت
- اميلي دالمور في دور جيني مونتغمري

## الإطلاق
من المقرر عرض المسلسل على إتش بي أو ماكس في 27 أبريل 2023، مع إتاحة الحلقات الثلاث الأولى على الفور والباقي على أساس أسبوعي حتى 25 مايو.